# Abracadabra (película de 2017)
Abracadabra es una comedia negra coproducción de España, Francia y Bélgica, escrita y dirigida por Pablo Berger y protagonizada por Maribel Verdú, Antonio de la Torre Martín y José Mota. Se estrenó el 4 de agosto de 2017.

## Sinopsis
Carmen (Maribel Verdú) es una ama de casa del barrio madrileño de Carabanchel, donde vive junto a su marido Carlos (Antonio de la Torre) un obrero de la construcción y su hija Toñi (Priscilla Delgado). Tras el espectáculo de hipnosis que realiza su primo Pepe (José Mota) durante una boda, y al que Carlos se presenta como voluntario, Carmen descubre que su marido parece estar poseído por un espíritu maligno. Es entonces cuando comienza una terrorífica y disparatada investigación para intentar recuperarlo.

## Reparto
| Actor                      | Personaje                       |
| -------------------------- | ------------------------------- |
| Maribel Verdú              | Carmen                          |
| Antonio de la Torre Martín | Carlos López                    |
| José Mota                  | Pepe                            |
| Priscilla Delgado          | Toñi                            |
| Josep Maria Pou            | Dr. Fumetti                     |
| Quim Gutiérrez             | Tito                            |
| Saturnino García           | Mariano                         |
| Javivi                     | Agustín                         |
| Julián Villagrán           | Pedro Luis                      |
| Ramón Barea                | Taxista                         |
| Javier Antón               | Fernando (Novio)                |
| Bea de la Cruz             | Isabel (Novia)                  |
| Rocío Calvo                | Encarna                         |
| Nacho Marraco              | Cura                            |
| Paco Churruca              | Fotógrafo                       |
| Victoria Sáez              | Ratera Súper                    |
| Fabia Castro               | Chica Hostal Tutankamon         |
| Mario Alonso               | Chico Hostal Tutankamon         |
| Malena Gutiérrez           | Rosario                         |
| Janfri Topera              | Rogelio                         |
| Yiyo Alonso                | Celes                           |
| Esperanza Elipe            | Pruden                          |
| Gabriel Ignacio            | Cholo                           |
| Nadia Torrijos             | Pacita                          |
| Tiby el Chimpancé          | Chimpancé                       |
| Carmen Segarra             | Natacha                         |
| Miguel Guardiola           | Maitre                          |
| Pablo Posada Ávalos        | Marius                          |
| Mari Carmen García Vela    | Presentadora de Informe Semanal |
| Allende Blanco             | Novia Boda Final                |
| Tato Loché                 | Novio Boda Final                |

## Recepción

### Crítica
Abracadabra cuenta con críticas mixtas por parte de los expertos y del público, llegando a calificarla como " una mezcla de géneros que a veces resulta hipnótica y otras veces simplemente fallida". Por otro lado, el periódico digital El Confidencial la calificó como «uno de los films más sorprendentes y mutantes de la temporada». Además, cuenta con la aprobación del sitio web FilmAffinity con más de 4800 reseñas, teniendo una nota final de 5,5.

### Taquilla
La película se estrenó durante el verano 2017, y recaudó un millón trescientos mil euros en las primeras tres semanas.